# Taq DNA polimerase
A Taq DNA polimerase, também denominada Taq polimerase ou apenas Taq (EC 2.7.7.7), é uma DNA polimerase termoestável, utilizada na amplificação de fragmentos de DNA através da técnica de PCR. O seu nome é devido a ter sido identificada pela primeira vez na bactéria Thermus aquaticus, uma extremófila encontrada em fontes hidrotermais. A Taq polimerase suporta as elevadas temperaturas usadas em PCR, tendo uma semi-vida enzimática de 40 minutos (a 94°C).
A Taq polimerase tem a desvantagem de ter uma fidelidade relativamente baixa, ou seja, ao fabricar trechos de DNA durante o processo de PCR pode incorporar nucleótidos errados. Este fato deve-se à ausência de um mecanismo de proofreading (correcção), que consiste numa atividade 3'-5' exonuclease. Este tipo de atividade enzimática permite a outras polimerases corrigir a introdução de um nucleótido errado na cadeia de DNA nascente. As Taq polimerases usadas comercialmente têm um erro de um nucleótido por cada dez mil.
Estas polimerases podem construir uma cadeia de DNA com mil bases (1kb) em cerca de 30 segundos a 72°C. Têm também a característica de acrescentar uma adenina nas extremidades da cadeia produzida, o que permite a utilização deste DNA num tipo de clonagem conhecido como "clonagem TA". Neste, um vetor (por exemplo, um plasmídeo) com timinas salientes é ligado facilmente a esse DNA pois as extremidades são coesivas (a timina emparelha com a adenina em cadeias de DNA).